# Odrzywół
Odrzywół è un comune rurale polacco del distretto di Przysucha, nel voivodato della Masovia.
Ricopre una superficie di 94,83 km² e nel 2004 contava 4 281 abitanti.